# 水委一岛
水委一島（英語：Achernar Island）是南極洲的島嶼，位於肯普地，處於紹拉島以西2公里，屬於厄于加倫島群的一部分，長2公里，根據挪威探險隊拍攝的空中照片繪入地圖，現時由南極條約體系管理。